# David Munir
David Munir (Beira, Moçambique Português, 6 de maio de 1963) é um líder religioso muçulmano português. É o atual imã da Mesquita Central de Lisboa desde 1986, onde também dá aulas de língua árabe e cultura islâmica, e é o Conselheiro Religioso da Comunidade Islâmica de Lisboa.

## Biografia
Nasceu na Beira, em Moçambique, filho de um iemenita e de uma moçambicana de ascendência indiana. Ainda jovem, Munir iniciou os seus estudos religiosos numa madraça (Madrassah Ashrafia) na Índia em 1975, onde memorizou o Alcorão. Prosseguiu estudos em Carachi, no Paquistão, onde se licenciou em Teologia Islâmica pelo Instituto Aleemiyah do Centro Islâmico de Carachi (1985) e em Pedagogia pela Universidade de Carachi.
Foi ainda professor de língua árabe no Instituto Oriental da Universidade Nova de Lisboa, na Universidade Independente e na Universidade Lusófona de Humanidades e Tecnologias, e membro do Conselho Consultivo Internacional da Fundação Paz e Democracia Monsenhor Martinho da Costa Lopes.
Tem como obras publicadas: Deus que nunca o foi (1987), Ensinamentos Elementares do Islão (1988) e Da Ciência e Filosofia à Religião (1996).

### Incidente no Dia de Portugal
No dia 10 de junho de 2025, durante as comemorações do Dia de Portugal, de Camões e das Comunidades Portuguesas, o xeque Munir foi atacado verbalmente por um grupo de homens que fazia a saudação nazi. Munir encontrava-se a participar na cerimónia inter-religiosa católica e muçulmana do Encontro Nacional de Homenagem aos Combatentes, no Forte do Bom Sucesso em Belém, Portugal; quando subia ao palanque, um dos homens terá gritado que aquilo era "uma traição ao povo português" e que "isto é uma vergonha, isto não é a tua pátria", tendo proferido insultos de carácter racista durante largos minutos, até ser levado da zona. O candidato presidencial Henrique Gouveia e Melo, também presente na cerimónia, foi também alvo de insultos. Horas depois, alguns dos homens que perturbaram a cerimónia viriam a estar entre o grupo de neonazis que assediou e agrediu atores da companhia de teatro A Barraca.
Sobre o sucedido, Munir referiu que se nota um aumento de discurso anti-Islão nas redes sociais virtuais, sobretudo desde a campanha eleitoral para as eleições legislativas daquele ano, com circulação de desinformação e manipulação psicológica de publicações ligadas ao partido Chega.